# ニューナン
ニューナン（Newnan）は、アメリカ合衆国ジョージア州の都市。コウェタ郡の郡庁所在地である。人口は4万2549人（2020年）。アトランタの南西65キロメートルに位置しており、統計上はアトランタ都市圏に含まれる。

## 概要
1828年に法人化した歴史ある市である。初期の主要産業は綿花栽培であり、労働者として黒人奴隷を使っていた。2020年アメリカ合衆国国勢調査によると、市の人口の52パーセントは白人、35パーセントはアフリカ系アメリカ人である。

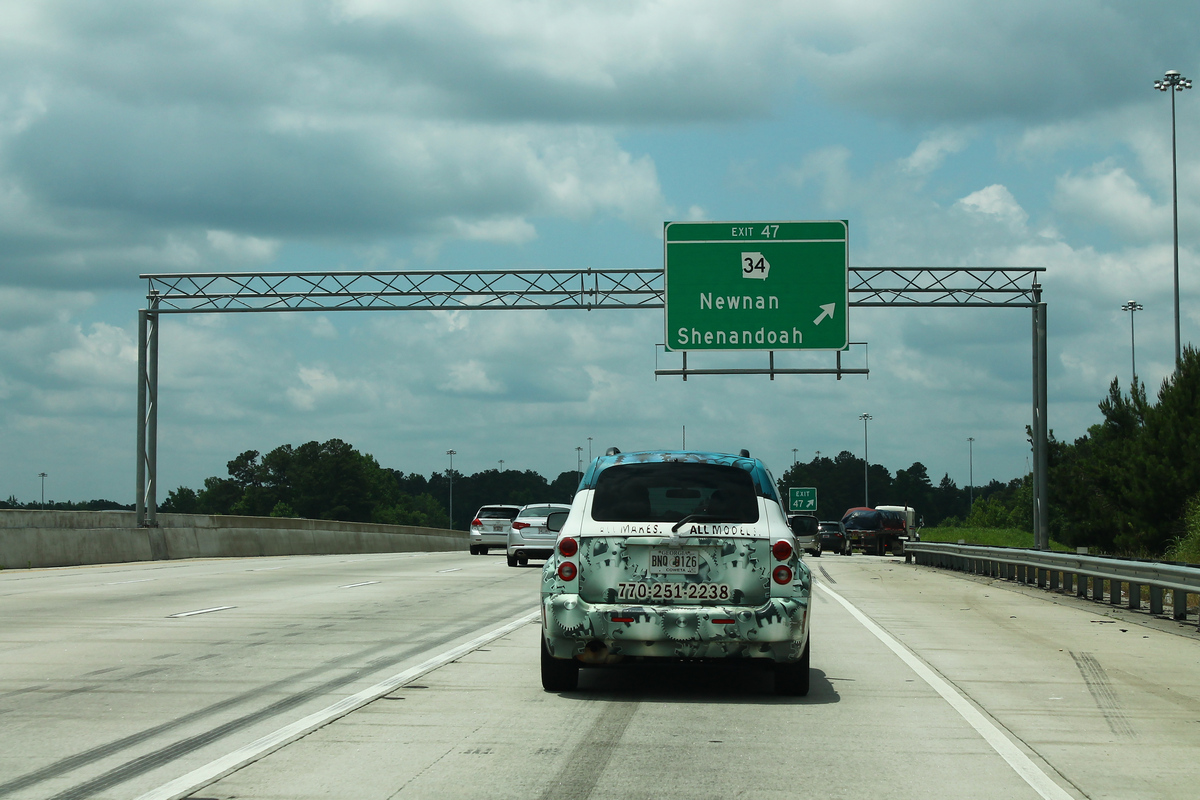
州間高速道路85号線の47番出口